# Théodore Bédard
Pour les articles homonymes, voir Bédard.
Théodore Bédard, né à Saint-Jean-sur-Richelieu en 1791 et mort en 1854 à Saint-Charles-sur-Richelieu, est un patriote franco-canadien.

## Biographie
Né à Saint-Jean-sur-Richelieu, baptisé à la paroisse Sainte-Marguerite de Blairfindie, parent du journaliste Pierre Bédard, fondateur du journal patriotique Le Canadien, Théodore Bédard lutte aux côtés de Louis-Joseph Papineau lors de la rébellion des Patriotes de 1837-1838. Emprisonné le 26 décembre 1838, condamné à mort, il n'est pas exécuté mais déporté et ne prend plus part ensuite aux événements, reprend ses activités de cultivateur et finit sa vie à Saint-Charles. 
Il est mentionné par Jules Verne dans son roman Famille-Sans-Nom (partie 1, chapitre II), roman traitant de la révolte des Patriotes.